# Al Pease
Victor "Al" Pease, född 15 oktober 1921 i Darlington i County Durham, död 4 maj 2014 i Sevierville i Tennessee, var en kanadensisk racerförare.

## Racingkarriär
Pease deltog tre gånger i Kanadas Grand Prix i slutet av 1960-talet.
I det sista i Kanada 1969 blev han blev diskvalificerad därför att han körde för sakta, vilket han är den ende F1-föraren som blivit.

## F1-karriär
| Säsong | Stall/Tillverkare          | Poäng | Placering |
| ------ | -------------------------- | ----- | --------- |
| 1967   | John Maryon (Eagle-Climax) | 0     | –         |
| 1968   | John Maryon (Eagle-Climax) | 0     | –         |
| 1969   | John Maryon (Eagle-Climax) | 0     | –         |